# Clemens Maria zu Toerring-Jettenbach

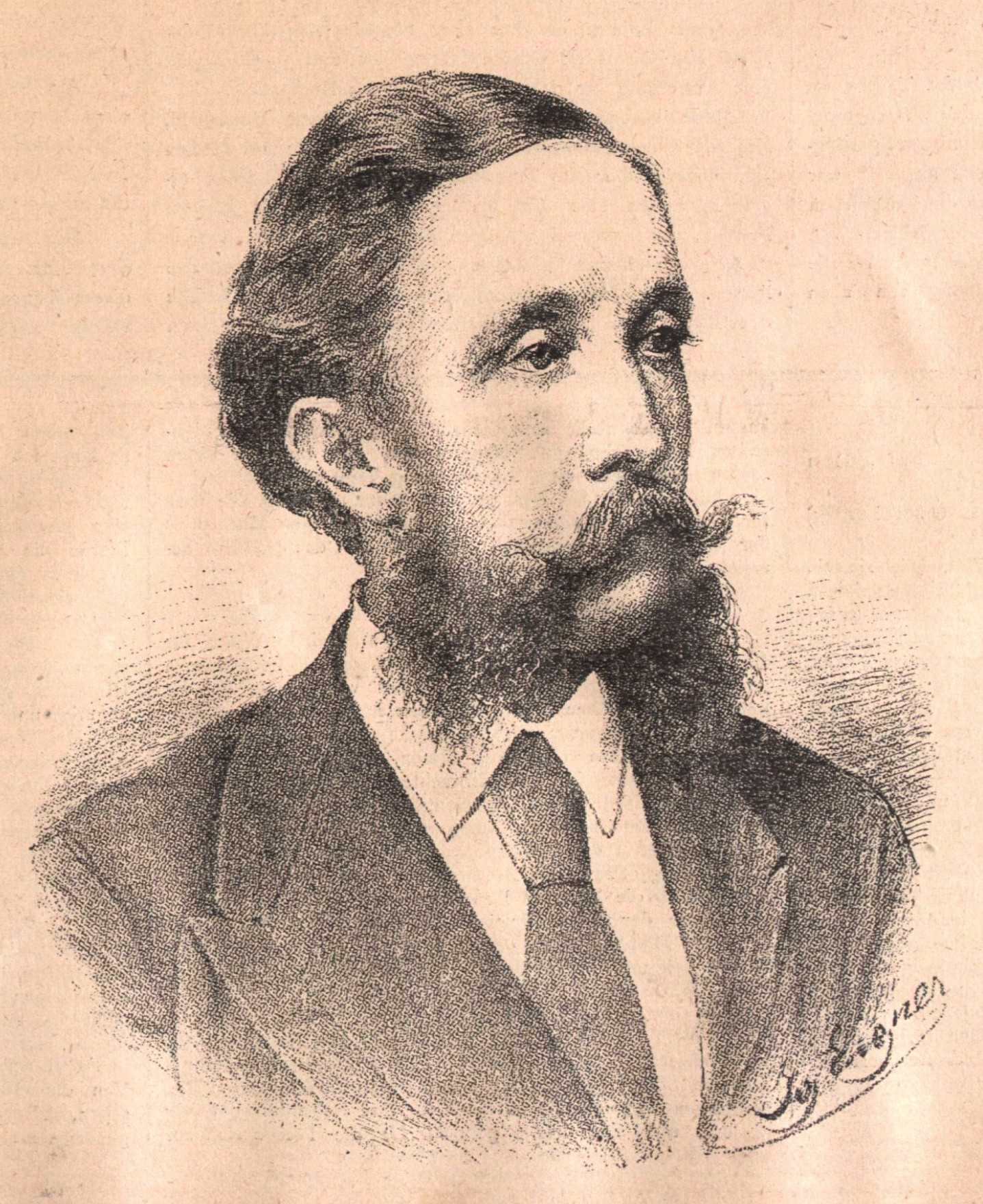
Clemens Maria zu Toerring-Jettenbach (von Ignaz Eigner)

Clemens Maria Graf von Toerring-Minucci, ab 1866 Graf zu Toerring-Jettenbach (* 23. Oktober 1826 in Odelzhausen; † 12. November 1891 in München), war königlich bayerischer Kämmerer und erblicher Reichsrat der Krone Bayern.

## Familie
Er entstammte dem alten bayerischen Adelsgeschlecht Toerring mit Stammsitz Törring (heute Ortsteil von Tittmoning), dessen Stammreihe mit Udalschalk von Toerring (1135–1160 urkundlich genannt) beginnt, und war der Sohn des königlich bayerischen Kämmerers Anton Graf von Toerring-Seefeld (* 24. August 1798; † 13. Dezember 1846) und der Franziska Gräfin Minucci (* 14. Dezember 1804; † 5. Oktober 1850). Vater Anton hatte bereits am 10. April 1824 die bayerische Genehmigung zur Namen- und Wappenvereinigung mit dem der Grafen Minucci erhalten, da seine Verlobte Franziska, die dieser am 9. Mai 1824 heiratete, die letzte ihres Geschlechts war, und war als „Graf von Toerring-Minucci“ am 12. April 1824 im Königreich Bayern bei der Grafenklasse immatrikuliert worden.
Als Erbe des Maximilian Graf von Toerring-Jettenbach zu Gutenzell, Reichsrat der Krone Bayern und Standesherr in Württemberg, erhielt Clemens Graf von Toerring am 4. August 1866 die bayerische Bewilligung zur Annahme des Namens „Graf zu Toerring-Jettenbach“ und erhielt am 9. Oktober 1888 als Rechtsnachfolger des standesherrlichen Hauses Toerring-Gutenzell die württembergische Anerkennung des hohen Adels mit der Erlaubnis, das Prädikat „Erlaucht“ zu führen. Die bayerische Anerkennung erfolgte am 27. Oktober 1888. Seine Nachkommen führen den Namen „Graf/Gräfin zu Toerring-Jettenbach“. Einziger Sohn aus seiner Ehe mit Gräfin Franziska von Paumgarten (* 29. September 1834; † 7. Dezember 1894) war Hans Veit zu Toerring-Jettenbach.

## Leben
Toerring war einer der fünf Beamten, die am 9. Juni 1886 den entmündigten Bayerischen König Ludwig II. im Schloss Neuschwanstein abholten und im Schloss Berg in Gewahrsam nahmen. Von Toerring fungierte dabei als Legationsrat, Kurator und war als zukünftiger Kavalier des Königs vorgesehen.
Toerring war Fideikommissherr auf Pörnbach mit Pertenstein und Jettenbach, Fideikommissherr auf Seefeld und Gutsherr auf Gutenzell.